# Amalric Contat
Pour les articles homonymes, voir Contat.
Amalric Contat, née Louise Amalrique Bathilde Isidore de Narbonne le 21 septembre 1788 à Paris et morte en 1865 à Rimini, est une actrice française.

## Biographie

### Jeunesse et famille
Louise Amalrique Bathilde Isidore de Narbonne naît en 1788 à Paris, paroisse Saint-Pierre-de-Chaillot, fille de la comédienne de la Comédie-Française Louise Contat et de son amant Louis Marie de Narbonne-Lara, alors chevalier d'honneur Madame Adélaïde, fille du roi Louis XV, et colonel du régiment de Piémont au château de Versailles. 
Sa tante Émilie Contat, sœur cadette de sa mère, est aussi comédienne au Français. 
En 1811, elle épouse à Paris Jean Frederik Abbema, né à Amsterdam, de 15 ans son aîné. Le mariage est célébré selon le rite protestant. Sa mère est alors désormais mariée au chevalier Paul-Marie-Claude de Forges de Parny, un neveu du poète élégiaque Évariste de Parny. 
Le couple Abbema a trois enfants : Louis Amalric Frédéric, né en 1813 et Marie Bathilde en 1816, tous deux né à Saint-Quentin où leurs parents résident alors ; Émile Léon, né en 1826 à Paris, futur père de la peintre Louise Abbéma. 

### Parcours
Elle débute en mars 1800, sous le nom d'Amalric Contat, comme figurante dans la troupe du Français — dont font partie sa mère et de sa tante — dans une représentation du Vieux Célibataire donnée « au bénéfice d'une infortunée » sur la scène du théâtre du Marais. En septembre, elle joue une bergère dans Le Mariage de Figaro de Beaumarchais, puis continue à jouer des petits rôles jusqu'en juin 1801.
En janvier 1805, la presse annonce ses véritables débuts à la Comédie-Française le 4 février, dans Tartuffe, où elle joue le rôle de Dorine,. Le Courrier des spectacles note que « sa prononciation n'est pas encore bien assurée, mais toutes les intentions sont justes et excellentes », mais d'autres critiques sont beaucoup sévères.
En 1806, elle est nommée 220e sociétaire, mais elle n'obtient que de petits rôles et quitte le Français le 1er avril 1808. En 1838, elle obtient une représentation à bénéfice, avec au programme des reprises des Fâcheux et de La Mère coupable.
Amalric Contat réside à Charenton-le-Pont, 33 rue Gabrielle, en 1860, lorsque son mari meurt, à l'âge de 87 ans.
Selon plusieurs sources, elle est morte en 1865 à Rimini.

## Théâtre
(Liste non exhaustive)
- 1800 : Le Vieux Célibataire, troupe de la  Comédie-Française, théâtre du Marais (29 mars)
- 1800 : Le Cercle, Comédie-Française (23 juin)

- 1800 : Le Mariage de Figaro de Beaumarchais, Comédie-Française : une bergère (4 septembre)
- 1800 : Le Triple Mariage, Comédie-Française (15 septembre)
- 1800 : La Fausse Agnès, Comédie-Française  (20 octobre)
- 1805 : Tartuffe de Molière, Comédie-Française : Dorine (4 février)
- 1805 : Le Cercle, Comédie-Française (4 février)
- 1805 : Métromanie, Comédie-Française (10 février)
- 1805 : Les Folies amoureuses, Comédie-Française (10 février)
- 1806 : Les Français dans le Tyrol de Jean-Nicolas Bouilly : Fritz
- 1807 : Tartuffe de Molière : Flipotte (28 septembre)[15]